# Marlboro (Nova York)
Marlboro és una concentració de població designada pel cens dels Estats Units a l'estat de Nova York. Segons el cens del 2000 tenia 2.339 habitants.

## Demografia
Segons el cens del 2000, Marlboro tenia 2.339 habitants, 926 habitatges, i 605 famílies. La densitat de població era de 327,2 habitants per km².
Dels 926 habitatges en un 32,2% hi vivien nens de menys de 18 anys, en un 51,2% hi vivien parelles casades, en un 9,9% dones solteres, i en un 34,6% no eren unitats familiars. En el 28,2% dels habitatges hi vivien persones soles el 12,3% de les quals corresponia a persones de 65 anys o més que vivien soles. El nombre mitjà de persones vivint en cada habitatge era de 2,53 i el nombre mitjà de persones que vivien en cada família era de 3,14.
Per edats la població es repartia de la següent manera: un 26% tenia menys de 18 anys, un 6,4% entre 18 i 24, un 31,1% entre 25 i 44, un 21,7% de 45 a 60 i un 14,8% 65 anys o més.
L'edat mediana era de 37 anys. Per cada 100 dones de 18 o més anys hi havia 89,4 homes.
La renda mediana per habitatge era de 43.073 $ i la renda mediana per família de 52.688 $. Els homes tenien una renda mediana de 37.788 $ mentre que les dones 28.542 $. La renda per capita de la població era de 20.123 $. Entorn del 10,9% de les famílies i el 12% de la població estaven per davall del llindar de pobresa.